# Justin McCarthy
Justin A. McCarthy is een professor geschiedenis en demografie aan de Universiteit van Louisville, Louisville, Kentucky die gespecialiseerd is in de geschiedenis van de Balkan, het Midden-Oosten en het Ottomaanse Rijk.

## Armeense Genocide
McCarthy heeft meerdere boeken geschreven over de Armeense Genocide waarin hij tegenspreekt dat er in de Eerste Wereldoorlog daadwerkelijk een genocide heeft plaatsgevonden. Hij verklaart de gedwongen bevolkingsverhuizingen vanuit een historisch perspectief. Volgens McCarthy was dit een gebruikelijke praktijk waaraan ook de islamitische bevolking van het Rijk en haar voormalige provincies werden blootgesteld in de decennia voorafgaand aan de Eerste Wereldoorlog, alsook gedurende die oorlog en in de periode daarna (de Turkse onafhankelijkheidsoorlog). Deze visie is onder vakgenoten omstreden, die van mening zijn dat McCarthy de massamoord op Armeniërs bagatelliseert. In 1998 kreeg McCarthy de Orde van Verdienste van de Turkse Republiek.

## Publicaties
- McCarthy, Justin (1982). The Arab World, Turkey, and the Balkans (1878-1914). G.K. Hall, p. 309. ISBN 9780816181643.
- McCarthy, Justin (1983). Muslims and Minorities: The Population of Ottoman Anatolia and the End of the Empire. New York University Press, p. 248. ISBN 9780814753903.
- McCarthy, Justin (1990). The Population of Palestine: Population History and Statistics of the Late Ottoman Period and the Mandate. Columbia University Press. ISBN 9780231071109.
- McCarthy, Justin (1996). Death and Exile: The Ethnic Cleansing of Ottoman Muslims, 1821-1922. Darwin Press, Incorporated. ISBN 0878500944.
- McCarthy, Justin (1997). The Ottoman Turks: An Introductory History to 1923. Longman. ISBN 9780582256569.
- McCarthy, Justin (2001). The Ottoman Peoples and the End of Empire. A Hodder Arnold Publication. ISBN 0340706570.
- McCarthy, Justin (2003). Who Are the Turks? A Manual for Teachers. American Forum for Global Education, p. 242. ISBN 9780944675717. Gearchiveerd op 5 augustus 2006. Geraadpleegd op 28 december 2011.
- McCarthy, Justin (2006). The Armenian Rebellion at Van. University of Utah Press. ISBN 0874808707.